# Chalcorectis
Chalcorectis é um gênero de traça pertencente à família Agonoxenidae.